# Урбінське герцогство
43°43′00″ пн. ш. 12°38′00″ сх. д. / 43.71666667° пн. ш. 12.63333333° сх. д.
Урбінське герцогство (італ. Ducato di Urbino) — колишня суверенна держава в Центральній Італії, територія якої відповідає північній половині сучасної області Марке. Було анексоване Римською курією в 1631 році.
Урбінське герцогство межувало з Адріатичним морем на сході, Флорентійською республікою на заході та Папською державою на півдні. У 1523 році столиця була перенесена з Урбіно в Пезаро. Після короткого правління Чезаре Борджіа в 1502–08 роках герцогство перейшло до папської родини Делла Ровере, яка утримувала його до 1625 року.

## Історія

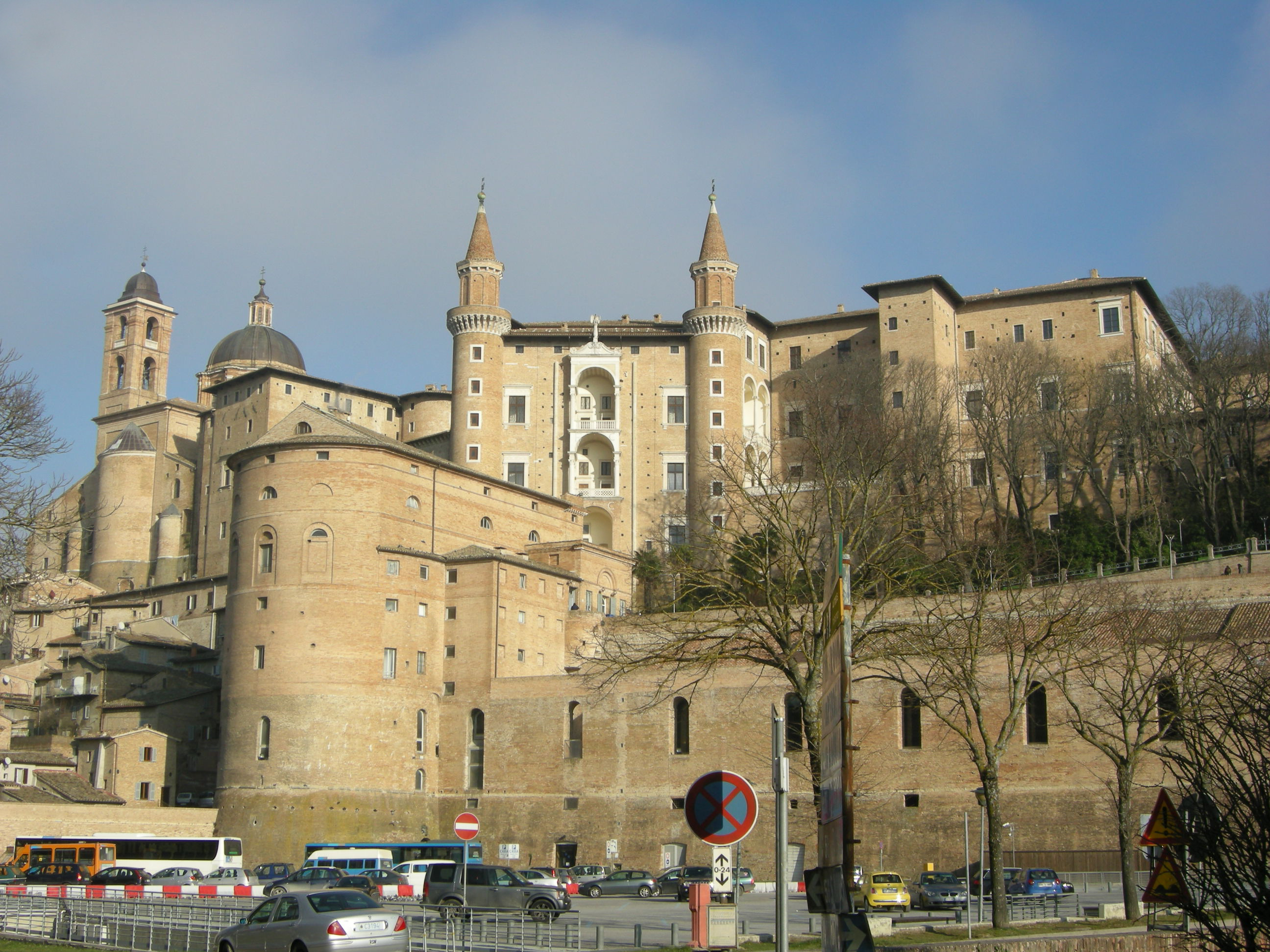
Герцогський палац (Урбіно)

Першими правителями Урбіно були Монтефельтро. У 1213 році імператор Фрідріх II призначив їх графами Урбіно. Першим герцогом Урбіно був Оддантоніо да Монтефельтро, який отримав титул від папи Євгенія IV у 1443 році.
Герцогство охоплювало територію навколо столиці Урбіно на півночі Марке та межувало з Адріатичним морем на сході, Тосканою на заході та Папською областю на півдні. У 1523 році столиця була перенесена в Пезаро.
Після Монтефельтро герцогство на короткий час було захоплене Чезаре Борджіа, а 1508 року через спадщину стало належати папській сім'ї Делла Ровере, яка утримувала його до 1625 і 1631 років, за винятком перерви, спричиненої захопленням герцогства Лоренцо ді П'єро де Медічі. Після смерті останнього з роду Делла Ровере, Франческо Марії II, герцогство відійшло до Папської області та розділило з нею свою історію аж до Рісорджіменто.

## Список графів і герцогів Урбіно

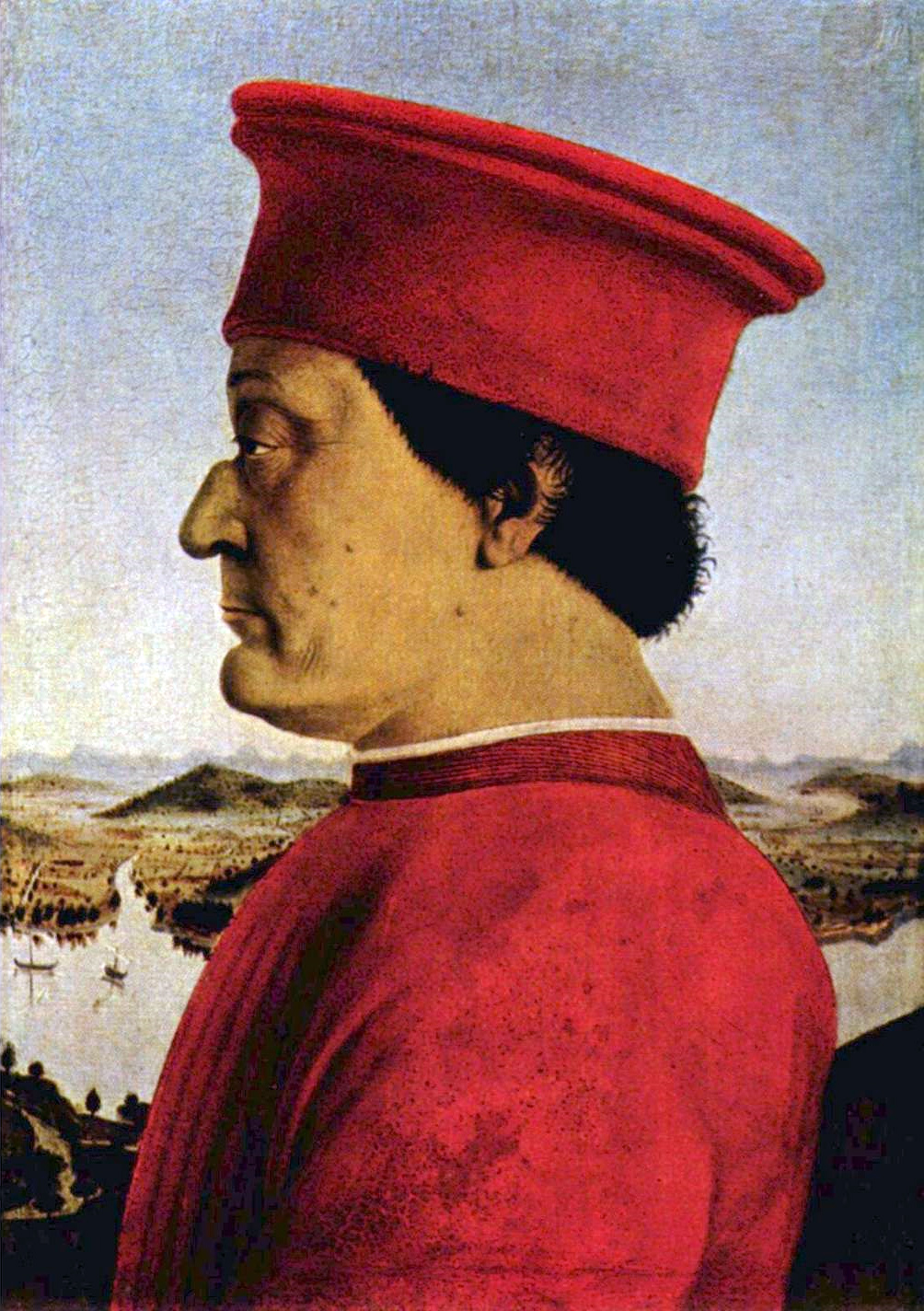
Федеріко да МонтефельтроII Герцог Урбіно (картина П'єро делла Франческа)

### Монтефельтро, графи Урбіно
- 1234—1241: Буонконте да Монтефельтро
- 1241—1255: Монтефельтріно да Монтефельтро
- 1255—1285: Гвідо да Монтефельтро († 1298)
- 1285—1304: під правлінням папи
- 1296—1322: Федеріко I да Монтефельтро
- 1322—1360: Гвідо II, Галассо та Нольфо да Монтефельтро
  - 1322—1324: під правлінням папи
- 1360—1363: Федеріко II да Монтефельтро
- 1363—1404: Антоніо да Монтефельтро
  - 1369—1375: під правлінням папи
- 1404—1443: Гвідантоніо да Монтефельтро

### Монтефельтро, герцоги Урбіно
- 1443—1444: Оддантоніо да Монтефельтро, перший герцог Урбіно
- 1444—1482: Федеріко да Монтефельтро
- 1482—1508: Гвідобальдо да Монтефельтро
  - 1502—1506: захоплення Чезаре Борджіа

### Ровере, герцоги Урбіно
- 1508—1516: Франческо Марія I делла Ровере
  - 1516—1519: Лоренцо ді П'єро Медічі, потім під папським управлінням до 1521
- 1521—1538: Франческо Марія I делла Ровере
- 1538—1574: Гвідобальдо II делла Ровере
- 1574—1631: Франческо Марія II делла Ровере

### Урбіно у складі Папської області
- з 1625: адміністрація Папської області
- 1631: Папа Урбан VIII, анексія Папською областю